# Christus König (Wittenburg)

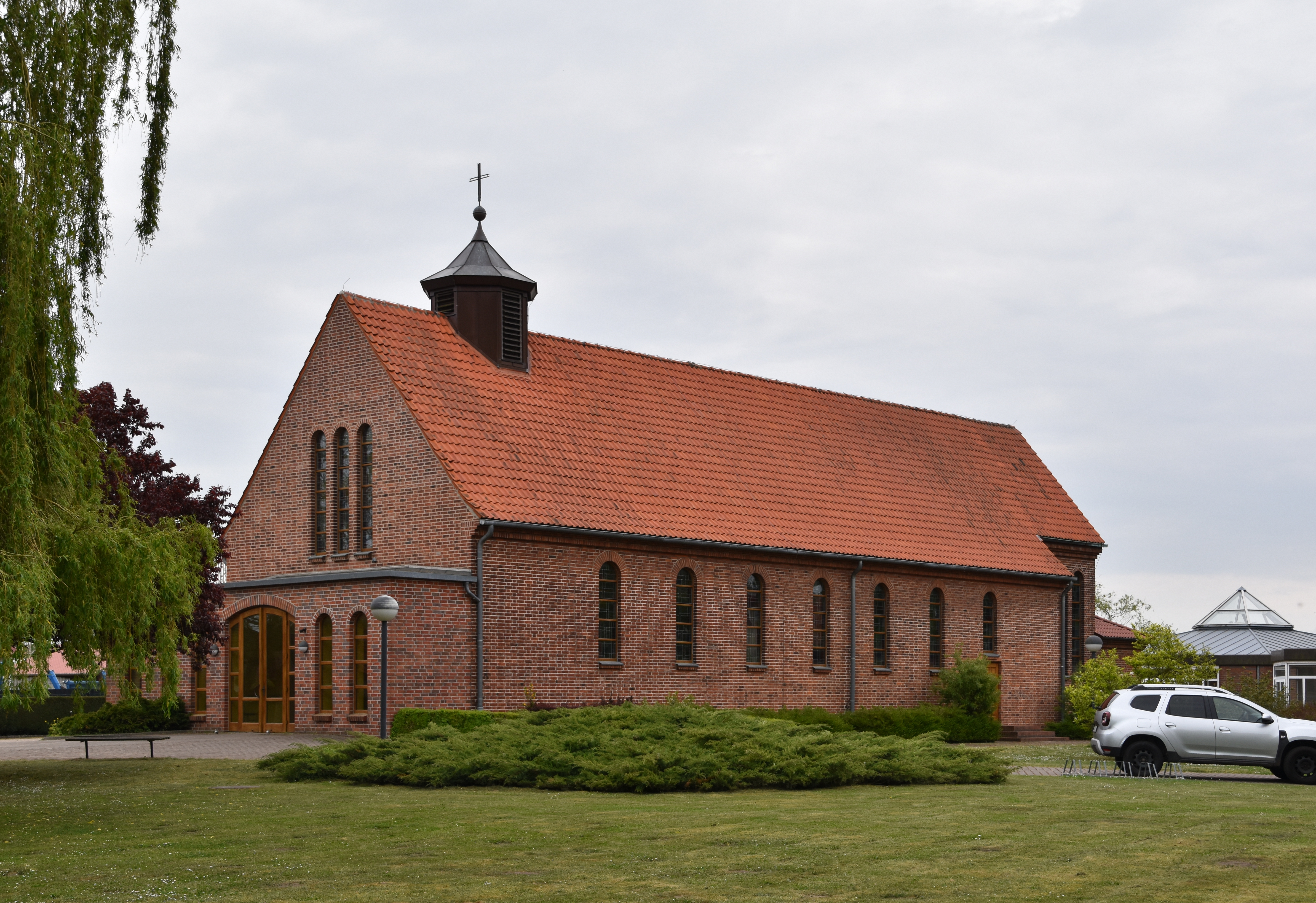
Katholische Kirche in Wittenburg

Die  römisch-katholische Kirche Christus König in Wittenburg (Mecklenburg-Vorpommern) in der Dreilützower Chaussee 2b wurde 1932 gebaut.
Das Gebäude steht unter Denkmalschutz.

## Geschichte
Die Stadt Wittenburg mit 6303 Einwohnern (2020) wurde 1194 als provincie erstmals erwähnt und 1230 als civitas (Stadt).
Um 1900 kamen katholische Polen und Schlesier, zunächst als Saisonarbeiter der Landwirtschaft, und siedelten sich zwischen Wittenburg und Ludwigslust an. Zunächst wurden sie kirchlich von der Mutterpfarrei in Schwerin betreut. Mit der Zunahme der katholischen Bürger in der Gegend wurden auch neue Kirchen gebaut. Der Osnabrücker Bischof Wilhelm Berning sorgte als Leiter des Apostolischen Vikariat des Nordens dafür, dass 1932 die Gemeinde Christus König in Wittenburg gegründet wurde. Nach dem Zweiten Weltkrieg vergrößerte sich die Zahl der Katholiken, die aus Ostpreußen und Schlesien flohen, erheblich.
Die katholische Kirche der Pfarrei Heilige Edith Stein wurde 1932 als rotsteinsichtige einschiffige Hallenkirche mit einem eingerückten Chor und einem achteckigen Dachreiter für die Glocken nach Plänen des Architekten Sonnen (Paderborn) gebaut. Ein Tonnengewölbe aus Holz ist im Inneren sichtbar.
Zur Pfarrei Heilige Edith Stein mit Sitz in Ludwigslust gehören 12 Kirchen und Kapellen u. a. in Boizenburg, Dömitz, Grabow, Hagenow, Lübtheen, Ludwigslust, Neustadt-Glewe und Zarrentin.